# Movimento Iberico di Liberazione
Il Movimento Iberico di Liberazione-Gruppo Autonomo di Combattimento, conosciuto anche come Movimento Iberico di Liberazione, oppure il Gruppo 1000, nacque in Catalogna nel 1970 per diffondersi. sia in Francia che in Spagna nel 1971, avendo due basi logistiche, una a Tolosa ed una Barcellona ed era formato da varie organizzazioni antifalangiste, antifasciste, e comuniste, quali Accion Catalana ed Accion Comunista che combattevano il regime falangista di Francisco Franco.

## L'ideologia ed obbiettivi
Il Movimento Iberico di Liberazione nacque da un'alleanza di varie organizzazioni anti falangiste ed antifasciste, ispirato dalla ideologia di tipo comunista consiliarista dei filosofi Camillo Berneri e Pierre Vidal-Naquet, a cui però si aggiungeva la tesi della riunificazione iberista tra Spagna e Portogallo, poiché tra gli obbiettivi del Movimento c'era anche l'ideale di creare un unico paese iberico di tipo repubblicano, consiliarista e anticapitalista, attaccando i governi di Spagna e Portogallo che erano dittatoriali di estrema destra e contrari all'unione della penisola iberica. Negli ideali del MIL però l'unione della penisola iberica avrebbe lasciato ampie autonomie linguistiche e culturali alle popolazioni dei Paesi Baschi e della Catalogna che sotto il falangismo avevano perso ogni diritto culturale e linguistico. Il Movimento voleva inoltre un legame maggiore tra la penisola iberica ed i paesi europei vicini quali Francia ed Italia, ed i membri di questa organizzazione cercarono anche alleanze con i movimenti rivoluzionari consiliaristi e trockisti italiani, sardi e francesi, che risposero positivamente nel dare aiuto a questa organizzazione rivoluzionaria, e fin da subito nacque un'alleanza parziale con l'indipendentismo sardo poiché ci sono forti legami storici e linguistici tra la Catalogna Iberica e la Sardegna, mentre i primi cospicui finanziamenti economici e militari arrivarono poiché ci fu l'interessamento diretto di Giangiacomo Feltrinelli ed i Gruppi d'Azione Partigiana, che in quel periodo storico finanziava i gruppi rivoluzionari comunisti ed antifascisti di tutto il mondo, che permisero ai membri del Movimento ed alle organizzazioni francesi ed italiane rivoluzionarie comuniste di costruire anche una base clandestina per l'addestramento militare nei pressi pirenei francesi vicino alla città di Tolosa, nella quale numerosi militanti del MIL potevano specializzarsi nell'uso delle armi per realizzare attentati. Quando l'organizzazione comunista italiana cessò di esistere, nel 1973 ci fu una riunione tra alcuni leader iberici e francesi nel paese transalpino nacquero nuove alleanze con i movimenti armati francesi comunisti trockisti del GARI e della NRP. Tentativi di dialogo ci furono anche con l'ETA, ma che vennero sempre respinti dai separatisti baschi, poiché l'Euskadi Ta Askatasuna cercava l'indipendenza totale dei Paesi Baschi dalla Spagna, mentre il Movimento voleva una repubblica federale iberica con ampie autonomie ma senza separare nessun popolo iberico, e se si esclude l'attentato a Carrero Blanco, le organizzazioni non collaborarono mai.

## Azioni armate
Il Movimento si dedica ad espropri proletari ai danni di banche ed azioni di lotta armata contro la Guardia Civil e la Polizia Spagnola, cercando però il coinvolgimento diretto dei lavoratori ed istigandoli anche ad azioni di sabotaggio all'interno delle propri posti di lavoro. Seguono poi rapine alle banche spagnole ed internazionali, che vengono viste come simbolo del capitalismo, ed alleate del regime di Francisco Franco, per poi passare ad azioni armate contro le carceri dove erano detenuti prigionieri politici, e stazioni di polizia e della Guardia Civil, in alcuni casi riuscendo anche a provocare delle evasioni dei detenuti e la morte violenta di poliziotti e militari. Queste azioni, provocarono delle reazioni violente della polizia spagnola e della Guardia Civil, che cominciarono una caccia serrata, fatta di arresti e torture dei militanti, con omicidi ai danni dei militanti, dal momento che nella Spagna Falangista, era in vigore la pena di morte per i reati politici.

## L'attentato a Carrero Blanco e la repressione
Però il Movimento raggiunse la massima popolarità dopo l'attentato di Madrid a Carrero Blanco, che seppure commesso dall’ETA venne rivendicato anche a nome del MIL per dimostrare che tutte le organizzazioni antifasciste avevano deciso di attaccare lo Stato Falangista in declino, ma la gravità dell'attentato per la violenza con cui è stato compiuto, e l'importanza di Carrero Blanco che era il nuovo primo ministro ed anche erede di Francisco Franco, scatenarono però la repressione della Polizia Spagnola contro tutti i movimenti antifascisti, ed il governo falangista decise anche la condanna a morte di Salvador Puig Antich, un giovane militante del MIL che era stato condannato al carcere duro solo per reati politici e di opinione senza però aver commesso omicidi, con la condanna a morte giovane sarebbe stata effettuata tramite la tortura della garrota, un metodo che oltre a far morire le persone era sadico nel suo utilizzo. Condannando a morte un militante antifalangista che però non aveva ucciso nessuno, torturandolo durante la condanna a morte dentro il carcere di Barcellona, il governo falangista voleva dimostrare a tutti i cittadini iberici, che avrebbe usato condanne pesantissime anche contro chi avrebbe compiuto anche reati lievi contro il governo. La condanna a morte di Salvador Puig Antich diede scandalo in tutto il mondo, e ci furono numerose manifestazioni di protesta contro il governo spagnolo in vari paesi internazionali che chiedevano la grazia per un giovane che non aveva avuto niente a che fare con l'attentato, e nonostante gli appelli di Amnesty International e del Papa Paolo VI, il dittatore Francisco Franco decise la condanna a morte a tutti i costi, decidendo anche di non rispondere alle richieste dia grazie fatte dal Pontefice, e rifiutando anche di rispondere al telefono quando il Sommo Pontefice lo chiamò alcuni giorni prima dell'esecuzione del giovane repubblicano iberico.

## La fine della dittatura ed il ritorno alla democrazia
Fino a quel momento aveva compiuto azioni violente ma non clamorose, ma con la morte del giovane cresce all'interno del gruppo la scelta militarista che provoca attacchi sempre più violenti contro le forze dell'ordine, che però cessano con la morte di Francisco Franco nel 1975, poiché viene redatta la Nuova Costituzione Democratica del 1977 ed i membri sia latitanti che in carcere vengono amnistiati dal nuovo Re di Spagna Juan Carlos di Borbone, rendendo il gruppo inattivo dal 1977.